# 金紫門
金紫門，是十七座重慶城門之一。

## 歷史
金紫門在城的正南，正對原重慶鎮署衙門，緊靠儲奇門，十七門中只有此兩開門之間無閉門，相距又近，古有廟宇「金紫寺」於此。附近又有官府設在重慶的金銀庫，故名金紫門。金紫門江邊過去是柑橘船集中的地方，此門因修纜車道被拆毀，遺址無尋。 
1927年《重慶商埠警察區域》中，三區正署列有金紫順城街，在城內，三區三分署也列有金紫順城街，在城外。大致城內外金紫順城衡隔城垣而上下平行。1936年《街道表》列金紫順城街、竹架子街。1949年街道列金紫順城街、金紫門支馬路。花街子西接守備街，東端幾經轉折而出鎮守使街，清末花街子南口為米市壩；穿大街向南，經過一個過道就出金紫門。但此過道今已被堵，修為房屋，門牌編為解放西路77號，門口牌標重慶市公路運輸總公司儲奇門站和金西樓招待所。金紫門原址既被人圈為已有，故無由得見。但繞至城外，還可抬頭看到原金紫門外被打成一片石壁，經人指點可以看出些痕迹。原出金紫門向東下石梯十餘級，又轉180度向西下到底。這些石梯的痕迹，有的依稀留在石壁下。
金紫順城街在金紫門西，但解放西路小學在金紫門內迎面修建一棟房屋把金紫門堵死，後來索性把門也拆了，並把金紫順城街東段圈入學校範圍， 不能通過了。剩下的一段金紫順城街只能從正對響水橋口的小巷和正對重慶第四十中學即原雲貴公所的小巷進入，已很少人知道現在還有這樣一條街。
金紫門城門於1950年代拆毀修貨運纜車道。
1972年把金紫門順城街併入了解放西路。

## 川江號子
- 金紫门，恰对着，镇台衙门